# Lepidoblepharis colombianus
Espèce
Synonymes
- Lepidoblepharis festae colombianus Mechler, 1968

Statut de conservation UICN

 DD  : Données insuffisantes
Lepidoblepharis colombianus est une espèce de geckos de la famille des Sphaerodactylidae.

## Répartition
Cette espèce est endémique du département de Cundinamarca en Colombie.

## Description
C'est un gecko terrestre, diurne et insectivore.

## Étymologie
Cette espèce est nommée en référence au lieu de sa découverte, la Colombie.

## Publication originale
- Bernard Mechler, « Les Geckonidés de la Colombie », Revue suisse de zoologie, MHNG, vol. 75,‎ 1968, p. 305–372 (ISSN 0035-418X, DOI 10.5962/BHL.PART.97038).